# Lubomír Tomek
Lubomír Tomek, vlastním příjmením Vaculík (13. července 1926 Bylnice – 6. září 2006 Hořovice), byl český spisovatel, novinář a literární historik. Publikoval od konce 40. let 20. století, působil jako redaktor v řadě periodik. V letech 1970–1987 pracoval v literárním archivu Památníku národního písemnictví.
Vyrůstal v Bohuslavicích nad Vláří a Slavičíně, maturoval v Hradci Králové, pak studoval v Praze, kde od roku 1960 i žil. Od roku 1979 publikoval pod jménem Tomek, což bylo rodné příjmení jeho matky (spřízněné s V. V. Tomkem).

## Výběr z díla
- Psí knížka (1979)
- Knížka na houby (1982)
- Tajemství krásné písemnosti (1985, s M. Vinařovou)
- Sisyfos v půli kopce (1987)
- Kříž Jidášův (1988)